# Иваново (муниципальный округ Егорьевск)
Иваново — деревня в муниципальном округе Егорьевск Московской области России. Входит в культурно-историческую местность Леоновщина.

## История
Упоминается с 1577 года в составе Крутинской волости Коломенского уезда.
До 2015 года входила в состав сельского поселения Саввинское.
В 2015 году вошла в состав городского округа Егорьевск, образованного в том же году путем упразднения Егорьевского района и объединения всех его поселений в единый городской округ.

## Демография
Население — 518 человек (2010).
| 1859 | 1868 | 1885 | 1905 | 1926 | 2002 | 2006 |
| ---- | ---- | ---- | ---- | ---- | ---- | ---- |
| 359  | ↗361 | ↗455 | ↘418 | ↘337 | ↗580 | ↗635 |
| 2010 |      |      |      |      |      |      |
| ↘518 |      |      |      |      |      |      |